# Strombosiopsis tetrandra
Strombosiopsis tetrandra är en tvåhjärtbladig växtart som beskrevs av Adolf Engler. Strombosiopsis tetrandra ingår i släktet Strombosiopsis och familjen Strombosiaceae. Inga underarter finns listade i Catalogue of Life.